# Stade de Marrakech
Het Stade de Marrakech is een multifunctioneel stadion in de Marokkaanse stad Marrakesh dat geschikt is voor voetbal en atletiek.
Met de bouw werd in 2003 begonnen en op 5 januari 2011 werd het stadion geopend met een wedstrijd tussen de vaste bespeler Kawkab Marrakech en Olympique lyonnais (0-0) gevolgd door Wydad Casablanca tegen Paris Saint-Germain (1-1). Mouhcine Iajour van Wydad Casablanca scoorde het eerste doelpunt in het stadion. Ook het Marokkaans voetbalelftal is een vaste gebruiker. Het stadion vervangt het Stade El Harti en wordt gebruikt tijdens het wereldkampioenschap voetbal voor clubs 2013, de African Cup of Nations 2015 en de IAAF Continental Cup 2014.